# Нофаль, Ириней Георгиевич
Ириней Георгиевич Нофаль (Selim de Nauphal; араб. سليم دي نوفل‎; 20 июня 1828, Триполи — 2 октября 1902, Санкт-Петербург) — ученый. Был профессором арабского языка и мусульманского права в учебном отделении восточных языков при азиатском департаменте министерства иностранных дел.
В 1884(?) году  VII класса статский советник Ириней Нофаль назначен переводчиком VI класса по азиятскому департаменту  Министерства иностранных дел
Его труды: «Système législatif musulman. Mariage» (т. I, 1893), «Etudes Orientales. Législation musulmane. Filiation et Divorce» (1893; перев. на рус. яз. «Курс мусульманского права», вып. 1, «О собственности», 1886).
Дети:
Георгий Иринеевич Нофаль. Умер после 1914.
Юрий Иринеевич Нофаль (1857—?). Член Санкт-Петербургского комитета по печати. С 8 января 1891 по 3 декабря 1899 — старший цензор русского и европейских языков Кавказского цензурного комитета. Затем — чиновник особых поручений при Главном управлении по делам печати. 13 октября 1900 откомандирован в С.-Петербургский цензурный комитет на правах члена. Последний обнаруженный документ датирован 1916 г. 
Арх.: РГИА. Ф. 776, оп. 20, д. 1148.